# Anastassija Alexandrowna Lagina
Anastassija Alexandrowna Lagina (russisch Анастасия Александровна Лагина, wiss. Transliteration Anastasija Aleksandrovna Lagina; * 11. August 1995 in Jaroslawl, Russland) ist eine russische Handballspielerin, die für den russischen Erstligisten GK Rostow am Don aufläuft.

## Karriere

### Im Verein
Lagina begann das Handballspielen im Alter von neun Jahren an einer Schule in ihrer Geburtsstadt. Nachdem die Torhüterin das Tor der dritten Mannschaft von Swesda Swenigorod gehütet hatte, lief sie für die zweite Mannschaft des Vereins auf. Später rückte sie in den Kader der ersten Damenmannschaft von Swesda, die in der höchsten russischen Spielklasse antrat. Als Lagina nach einem Trainerwechsel keine Berücksichtigung im Kader mehr fand, schloss sie sich im Jahr 2016 dem russischen Erstligisten KSK Lutsch Moskau an, bei dem sie große Spielanteile erhielt. Da das dortige Gehalt jedoch gering war, wechselte sie ein Jahr später zum Ligakonkurrenten GK Lada Toljatti, der auf der Suche nach einer zweiten Torhüterin war. Mit Lada wurde sie in den Jahren 2018, 2019 und 2020 russische Vizemeisterin. Zur Saison 2021/22 schloss sie sich dem Erstligisten GK Rostow am Don an. Mit Rostow gewann sie 2022 die russische Meisterschaft und 2025 den russischen Pokal.

### In der Nationalmannschaft
Lagina gewann mit der russischen Nationalmannschaft die Bronzemedaille bei der Weltmeisterschaft 2019. Bei den Olympischen Spielen in Tokio war Lagina mit einer P-Akkreditierung vor Ort, blieb im Turnierverlauf jedoch ohne Einsatz.